# Manaiv, Zboriv
Manaiv (în ucraineană Манаів) este un sat în comuna Harbuziv din raionul Zboriv, regiunea Ternopil, Ucraina.

## Demografie
Componența lingvistică a localității Manaiv
     Ucraineană (100%)
Conform recensământului din 2001, toată populația localității Manaiv era vorbitoare de ucraineană (100%).